# Ad Mutriam
Ad Mutriam oder Kastell Cătunele ist ein römisches Hilfstruppenlager auf dem Gebiet des heutigen Dorfes Valea Perilor im Süden der Gemeinde Cătunele im Kreis Gorj, im Norden der rumänischen Region Kleine Walachei. In antiker Zeit war das heutige Bodendenkmal Bestandteil des Dakischen Limes und gehörte administrativ zur Provinz Dacia inferior, später zur Dacia Malvensis.

## Lage
In der heutigen Topographie liegt das Bodendenkmal auf einer Schwemmlandterrasse des Flusses Motru und wird im Osten durch den inzwischen trocken gefallenen Bach Chivădarul begrenzt. Verkehrs- und siedlungsgeographisch befindet es sich in der Flur Cetate (Festung/Burg), unweit der Straße, welche die Städte Motru und Baia de Aramă miteinander verbindet.
In antiker Zeit diente das Lager vermutlich der Überwachung der bergigen und bewaldeten Region des Motru-Tals, in der eine große dakische Bevölkerung lebte, sowie möglicherweise der Kontrolle des nicht weit entfernt verlaufenden Flusses Jiu.

## Forschungsgeschichte
Erste archäologische Untersuchungen sowohl im Lager als auch im Vicus von Cătunele wurden 1973 vom Muzeul Regiunii Porților de Fier (Museum der Region Eisernes Tor) in Drobeta Turnu Severin und dem Institutul de Arheologie „Vasile Pârvan“ in Bukarest vorgenommen. Weitere Forschungen erfolgten in den Jahren von 1981 bis 1984 durch das Muzeul Județean Gorj „Alexandru Ștefulescu“ (Kreismuseum Gorj) wiederum in Kooperation mit dem Bukarester Institut für Archäologie.

## Archäologische Befunde und Funde
Während der archäologischen Untersuchungen in der zweiten Hälfte des 20. Jahrhunderts wurden sowohl das Kastell als auch der zivile Vicus eindeutig bestimmt. Das Militärlager besaß mit seinem annähernd rechteckigen Grundriss mit abgerundeten Ecken das typische Spielkartenformat. Es war in die vier Himmelsrichtungen und mit seiner Prätorialfront nach Süden hin ausgerichtet. Es konnte nur eine Holz-Erde-Bauphase sicher identifiziert werden, aber möglicherweise wurden Wall und Graben im 3. Jahrhundert noch einer Wiederherstellung unterzogen.
Die dort stationierte Truppe ist namentlich nicht bekannt. Felix Marcu vermutet, dass es sich aufgrund der Größe und Struktur der Anlage um eine quingenaria, also um eine knapp 500 Mann starke Einheit gehandelt haben müsse.
Vor der Holz-Erde-Mauer verlief als Annäherungshindernis ein einfacher, sechs Meter breiter und zwei Meter tiefer Graben. Vor den insgesamt vier Toren war der Graben nicht unterbrochen. Von den möglichen Innenbauten konnten nur noch Reste der Principia eindeutig bestimmt werden.
Insbesondere gelang es, die Bereiche der Porta praetoria und der Porta principalis sinistra (linkes Seitentor) eingehender zu betrachten.
Im Bereich der Porta praetoria konnten – außer den Befunden dieser selbst – zahlreiche Fragmente von Terra Sigillata, einheimischen Terra-Sigillata-Imitaten, aber auch von handgefertigter dakischer Keramik mit rauer Textur geborgen werden. Die Vermengung der unterschiedlichen Materialien wird mit Erdarbeiten und einer sekundären Verwendung des Erdaushubs interpretiert. Außerhalb der Porta principalis sinistra tauchten unmittelbar unter dem Mutterboden Fragmente von Heizungsrohren, Mörtelstücken und Wasserversorgungsleitungen auf. Die Funde und Befunde wurden dahin gehend interpretiert, dass man sie als Überreste der Thermen ansprach. Das Gebäude war teilhypokaustiert und im Aufgehenden aus Brettern errichtet, auf die mit Ziegelsplittern durchsetzter Kalkmörtel aufgetragen worden war. Rund um die Badeanlage befand sich eine Pflasterung aus Flussgeröll. Das Bad wurde mit Wasser aus den Bächen versorgt, die den östlichen Hügel hinunter rannen.
Nördlich und östlich des Kastells entstand ein Vicus, die bei nahezu jedem römischen Militärlager anzutreffende Zivilsiedlung, die zur Zeit ihrer größten Ausdehnung eine Fläche von rund 20 Hektar bedeckte. Heute ist der Bereich des Vicus durch zahlreiche Keramikfragmente, Ziegelbruchstücke, Mörtelreste und andere Artefakte, die an die Oberfläche treten, sowie Steine, die der Fundamentierung von Häusern dienten, noch gut zu erkennen. Östlich des Lagers konnte die römische Straße durch eine Schicht aus Flusskieseln identifiziert werden, die dort den Vicus durchquerte und dort heute wieder an die Oberfläche des Bodens tritt.
Eine in chronologischer Hinsicht besondere Entdeckung war eine vom Kaiser Gallienus (260–268) geprägte Münze mit dem Porträt der Salonina, der Frau des Kaisers, die vermutlich auf die Endphase der Siedlungen im siebten Jahrzehnt des dritten Jahrhunderts hinweist. Demnach wäre das Kastell unter Gallienus noch besetzt gewesen und erst unter Aurelian (270–275) aufgegeben worden. Ferner wurde ein militärisches Signum in Form einer bronzenen Hand entdeckt, die auf den Fingerspitzen eine Darstellung der Göttin Victoria trug.

## Fundverbleib und Denkmalschutz
Die Funde aus den hier besprochenen Anlagen befinden sich heute im Muzeul Regiunii Porților de Fier von Drobeta Turnu Severin.
Vor Ort ist die Lagerbefestigung noch als Erdwall im Gelände sichtbar.
Die gesamte archäologische Stätte steht nach dem 2001 verabschiedeten Gesetz Nr. 422/2001 als historisches Denkmal unter Schutz und ist mit den LMI-Code GJ-I-s-B-09155 in der nationalen Liste der historischen Monumente (Lista Monumentelor Istorice) eingetragen. Der RAN-Code lautet 79647.01 Zuständig ist das Ministerium für Kultur und nationales Erbe (Ministerul Culturii şi Patrimoniului Naţional), insbesondere das Generaldirektorat für nationales Kulturerbe, die Abteilung für bildende Kunst sowie die Nationale Kommission für historische Denkmäler sowie weitere, dem Ministerium untergeordnete Institutionen. Ungenehmigte Ausgrabungen sowie die Ausfuhr von antiken Gegenständen sind in Rumänien verboten.